# 張文裕
張文裕（1910年1月9日—1992年11月5日），曾用名張少嶽，福建惠安涂寨镇新亭村宫后人，中国高能物理学家，中国科学院院士。世界上第一個證明μ介子是一種非強相互作用粒子的科學家。中國宇宙線研究和高能實驗物理的開創人之一。
畢生致力於核科學研究和教學，有多項重要發明和發現，學術上最突出的成就是發現μ介原子，開創了奇特原子物理的深入研究。十分重視科研與教育相結合。重視實驗科學，重視實驗基地的建設，為中國高能物理的發展、北京正負電子對撞機的建成奠定了堅實基礎。在核科學領域培養了大批人才。

## 生平
1927年，就讀京兆地方燕京大學物理系。1931年畢業留校，任燕京大學物理系助教，並在研究生院學習。1933年，獲碩士學位。
1934年，考取庚款公費，到英國劍橋大學留學。1935年，在該校卡文迪什實驗室攻讀博士學位。導師是該實驗室主任、著名物理學家盧瑟福，具體指導他工作的是C.D.埃裏斯（Ellis）。他在卡文迪什實驗室從事核反應研究，驗證了尼尔斯·玻尔的液滴模型，發現了(γ，n)(γ，2n)及16O(n，p)16N過程。1938年，獲博士學位。回到中國，任四川大學教授。
1939年，任昆明西南聯合大學物理系教授、南開大學教授。1943年，任美國普林斯頓大學帕爾麥（Palmer，現改名為亨利實驗室）實驗室研究員、教授。在普林斯頓大學期間，做了兩方面研究工作：一是與S·羅森·布魯姆（Rosen－blum）合作建造了一台α粒子能譜儀，並利用這套儀器測量了幾種放射性元素的α粒子能譜；二是進行μ子與核子相互作用的研究，在研究過程中發現了μ介原子，從而開創了關於奇異原子領域的深入研究。1950—1956年，張文裕轉到美國普度大學工作。
1956年張文裕夫婦克服重重困難，終於帶著6歲的兒子回到了中國，任中國科學院物理研究所（1958年改稱中國科學院原子能研究所）、原子能研究所研究員，宇宙線研究室主任。1957年，選為中國科學院數理化學部委員。
1961年，任蘇聯杜布納聯合核子研究所研究員，中國組組長。1964年，任中國科學院原子能研究所副所長，兼宇宙線研究室主任。1973年，任中國科學院高能物理研究所所長。1978年，兼任中國科學技術大學近代物理系主任。1979年，任中美高能物理聯合委員會第一、二屆中方主席。1984年，任中國科學院高能物理研究所名譽所長。

## 著作
- 《张文裕论文选集》  科学出版社  1989